# Maurice Sabatier
Cet article concerne le haut fonctionnaire sous Vichy. Pour l'avocat, voir Maurice Sabatier (avocat).
Pour les articles homonymes, voir Sabatier.
Maurice Sabatier est un haut fonctionnaire français, né le 28 octobre 1897 à Arzew (Algérie) et mort le 10 mai 1989 à Paris.
Quelques mois avant sa mort, il fut inculpé de crimes contre l'humanité pour son action à la préfecture de Gironde pendant l'Occupation.

## Biographie
Diplômé de législation algérienne, Maurice Sabatier passa un concours d’auxiliaire dans l'administration publique quand il fut mobilisé en 1916. En 1918 à la fin de la guerre il fut nommé chef adjoint du cabinet du préfet d'Alger. De mai 1926 à novembre 1934 il fut secrétaire général de la Meuse. Nommé sous-préfet de Samour en novembre 1934, puis chef adjoint du cabinet du ministre de l'Intérieur Marcel Régnier en mars 1935, trois mois plus tard il suivit Régnier aux Finances.  
Désigné comme préfet du Gers en novembre 1935, il ne rejoindra jamais Auch car il fut réaffecté au ministère de l'Intérieur. Pareillement, une fois nommé préfet de la Sarthe le 24 mars 1938, il resta en poste au ministère de l'Intérieur, maintenu dans ses fonctions de directeur adjoint de l'administration départementale et communale, puis directeur du contrôle de la comptabilité et des affaires algériennes. Mobilisé de septembre 1939 à juin 1940 comme chef d'équipe à la censure à Paris, il gagna Vichy en 1941.  
Il fut secrétaire général à l'administration générale du 24 février 1941 au 18 juillet 1941 dans le gouvernement Darlan. Il est l'auteur d'une circulaire du 22 septembre 1941 aggravant l'application des interdits professionnels aux juifs dans la fonction publique.
Le 1er mai 1942 il fut nommé par Pierre Laval préfet régional de Bordeaux, succédant à François Pierre-Alype. Il fut le supérieur hiérarchique de Maurice Papon qui était alors secrétaire général de la préfecture de la Gironde et qui dirigeait le service des affaires juives. 
À la Libération Maurice Sabatier fut d'abord placé en disponibilité, puis en expectative. La commission d'épuration ayant suggéré de l'affecter à un poste « non politique » , en juillet 1945 il fut mis à la disposition du commandant en chef des Forces françaises d'occupation en Allemagne et nommé directeur général des affaires administratives du gouvernement militaire. De retour en France, il fut nommé conseiller d'Etat en service ordinaire en 1950. Admis à faire valoir des droits à la retraite à partir du 28 octobre 1967 et nommé conseiller d'État honoraire, il fut depuis nommé président du Fonds d'orientation et de régularisation des marchés.
En 1981, il a revendiqué « l'entière responsabilité de la répression antijuive dans le ressort de sa préfecture ». Le 20 octobre 1988, il fut inculpé de crimes contre l'humanité. Il est mort le 10 mai 1989.

## Distinctions
- Grand officier de la Légion d'honneur (1968)[7]
- Croix de guerre 1914-1918
- Ordre de la Francisque